# استلا پترن
استلا پترن (انگلیسی: Stella Parton؛ زادهٔ ۴ مهٔ ۱۹۴۹) یک موسیقی‌دان اهل ایالات متحده آمریکا است.